# Lara Gut-Behrami
Lara Gut (n. 27 aprilie 1991, Sorengo⁠(d), Cantonul Ticino, Elveția) este o schioară elvețiană ce participă la Cupa Mondială de Schi Alpin. Ea concurează în toate probele și este specializată în cele de viteză: coborâre și Super-G. 

## Carieră
Născută în Sorengo, Ticino, Gut a participat la primul ei concurs FIS la vârsta de 15 ani, în decembrie 2006. La Campionatul Mondial Alpin de Tineret din 2007 la Altenmarkt, Austria, a câștigat argintul la coborâre. În același an a devenit campioana națională a Elveției la super-G, a doua cea mai tânără campioană din toate timpurile. În sezonul 2007, Gut a terminat a doua în clasamentul la coborâre al Cupei Europa.
La sfârșitul lunii decembrie 2007, Gut a debutat la Cupa Mondială într-un slalom uriaș la Lienz, Austria. În ianuarie 2008, la Caspoggio, a câștigat patru curse consecutive în Cupa Europa. La prima ei cursă la coborâre de la Cupă Mondială în 2 februarie 2008, Gut a urcat pe locul al treilea la St. Moritz, în ciuda căderii de pe finalul traseului și a alunecării pe spate până la linia de sosire; a terminat doar cu 0,35 de secunde în urma câștigătoarei. A continuat Cupa Mondiala la probele de viteză, cu un loc cinci la super-G în ziua următoare. 
La începutul primul ei sezon complet, Gut a câștigat prima ei cursă de Cupa Mondială, la 20 decembrie 2008, un super-G la St. Moritz, terminând cu 0,63 secunde în fața locului al doilea Fabienne Suter. Gut a devenit cea mai tânără schioară care câștigă o cursă de super-G la Cupa Mondială la 17,65 ani (17 ani, 237 zile).
La Campionatele Mondiale din 2009 de la Val-d'Isère, Franța, Gut a câștigat medalii de argint la coborâre și super combinată, cu mai mult de două luni înainte de a împlini 18 ani.
La 29 septembrie 2009, Gut a căzut în timpul antrenamentului la Saas-Fee, Elveția, și și-a dislocat un șold. A fost transportată cu elicopterul la un spital din Visp. Federația Elvețiană de schi a anunțat inițial că Gut va fi în afara competiției pentru cel puțin o lună. În ianuarie 2010, s-a anunțat că Gut va rata Jocurile olimpice de iarnă din 2010 de la Vancouver, din cauza recuperării lente șoldului accidentat. A ratat întregul sezon 2010, dar a revenit pentru sezonul 2011 și s-a clasat de patru ori pe podium, incluzând o victorie în super-G la Altenmarkt-Zauchensee, în ianuarie.
Gut a schimbat furnizorii de schi după sezonul 2011, părăsind pe Atomic pentru a semna un contract de trei ani cu Rossignol. Deși ea a avut șapte clasări în top zece la trei discipline în timpul Cupei Mondiale din 2012, nu a obținut nici un podium, cel mai bun rezultat fiind clasarea de trei ori în primele cinci.
În decembrie 2012, Gut a câștigat prima ei coborâre la Cupa Mondială la Val-d'Isère, Franța. A terminat înaintea americancei Leanne Smith (0,16 sec) și a colegei de națională Nadja Kamer (0.5 sec). 
Gut a câștigat prima ei medalie olimpică la coborâre în 2014, la Soci. A obținut bronzul cu 0,10 secunde în spatele Tinei Maze și a colegei elvețiene Dominique Gisin, care au câștigat ambele aurul. La Cupa Mondială, a câștigat titlul la Super-G și a terminat pe locul al treilea la general în 2014. 
După patru ani cu Rossignol, Gut a schimbat furnizorii în mai 2015 trecând la Head.

## Rezultate Cupa Mondială

### Clasări pe sezoane
| Sezon | Vârsta | General                                         | Slalom                                          | Slalom uriaș                                    | Super-G                                         | Coborâre                                        | Combinata                                       |
| ----- | ------ | ----------------------------------------------- | ----------------------------------------------- | ----------------------------------------------- | ----------------------------------------------- | ----------------------------------------------- | ----------------------------------------------- |
| 2008  | 16     | 54                                              | —                                               | —                                               | 26                                              | 30                                              | —                                               |
| 2009  | 17     | 11                                              | 45                                              | 9                                               | 11                                              | 12                                              | 16                                              |
| 2010  | 18     | accidentată în septembrie; a lipsit tot sezonul | accidentată în septembrie; a lipsit tot sezonul | accidentată în septembrie; a lipsit tot sezonul | accidentată în septembrie; a lipsit tot sezonul | accidentată în septembrie; a lipsit tot sezonul | accidentată în septembrie; a lipsit tot sezonul |
| 2011  | 19     | 10                                              | —                                               | 28                                              | 4                                               | 7                                               | 30                                              |
| 2012  | 20     | 14                                              | —                                               | 17                                              | 8                                               | 18                                              | 30                                              |
| 2013  | 21     | 9                                               | —                                               | 6                                               | 10                                              | 5                                               | 4                                               |
| 2014  | 22     | 3                                               | —                                               | 4                                               | 1                                               | 6                                               | 15                                              |
| 2015  | 23     | 9                                               | —                                               | 24                                              | 5                                               | 6                                               | —                                               |
| 2016  | 24     | 1                                               | 43                                              | 3                                               | 1                                               | 4                                               | 2                                               |

### Clasări pe podium
- 18 victorii – (6 Coborâre, 8 Super-G, 2 Slalom Uriaș, 1 Combinata alpină)
- 30 podiumuri – (10 Coborâre, 11 Super-G, 8 Slalom Uriaș, 1 Combinata alpină)

| Sezon | Dată        | Oraș                      | Disciplină       | Loc |
| ----- | ----------- | ------------------------- | ---------------- | --- |
| 2008  | 2 feb 2008  | St. Moritz, Elveția       | Coborâre         | 3   |
| 2009  | 20 dec 2008 | St. Moritz, Elveția       | Super-G          | 1   |
| 2009  | 28 eec 2008 | Semmering, Austria        | Slalom uriaș     | 3   |
| 2011  | 18 dec 2010 | Val-d'Isère, Franța       | Coborâre         | 3   |
| 2011  | 9 ian 2011  | Altenmarkt, Austria       | Super-G          | 1   |
| 2011  | 23 ian 2011 | Cortina d'Ampezzo, Italia | Super-G          | 3   |
| 2011  | 16 mar 2011 | Lenzerheide, Elveția      | Coborâre         | 2   |
| 2013  | 14 dec 2012 | Val-d'Isère, Franța       | Coborâre         | 1   |
| 2013  | 17 mar 2013 | Lenzerheide, Elveția      | Slalom uriaș     | 3   |
| 2014  | 26 oct 2013 | Sölden, Austria           | Slalom uriaș     | 1   |
| 2014  | 29 nov 2013 | Beaver Creek, SUA         | Coborâre         | 1   |
| 2014  | 30 nov 2013 | Beaver Creek, SUA         | Super-G          | 1   |
| 2014  | 8 dec 2013  | Lake Louise, Canada       | Super-G          | 1   |
| 2014  | 22 dec 2013 | Val-d'Isère, Franța       | Slalom uriaș     | 2   |
| 2014  | 26 ian 2014 | Cortina d'Ampezzo, Italia | Super-G          | 1   |
| 2014  | 6 mar 2014  | Åre, Suedia               | Slalom uriaș     | 3   |
| 2014  | 12 mar 2014 | Lenzerheide, Elveția      | Coborâre         | 1   |
| 2014  | 13 mar 2014 | Lenzerheide, Elveția      | Super-G          | 1   |
| 2015  | 7 Dec 2014  | Lake Louise, Canada       | Super-G          | 1   |
| 2015  | 24 ian 2015 | St. Moritz, Elveția       | Coborâre         | 1   |
| 2016  | 27 nov 2015 | Aspen, SUA                | Giant slalom     | 1   |
| 2016  | 18 dec 2015 | Val-d'Isère, Franța       | Combinata alpină | 1   |
| 2016  | 19 dec 2015 | Val-d'Isère, Franța       | Coborâre         | 1   |
| 2016  | 20 dec 2015 | Courchevel, Franța        | Slalom uriaș     | 2   |
| 2016  | 28 dec 2015 | Linz, Austria             | Slalom uriaș     | 1   |
| 2016  | 6 ian 2016  | Altenmarkt, Austria       | Super-G          | 2   |
| 2016  | 23 ian 2016 | Cortina d'Ampezzo, Italia | Coborâre         | 3   |
| 2016  | 7 feb 2016  | Garmisch, Germania        | Super G          | 1   |
| 2016  | 19 feb 2016 | La Thuile, Italia         | Coborâre         | 1   |
| 2016  | 21 feb 2016 | La Thuile, Italia         | Super-G          | 2   |

## Rezultate Campionate Mondiale
| An   | Vârsta | Slalom | Slalom Uriaș | Super-G | Coborâre | Combinata |
| ---- | ------ | ------ | ------------ | ------- | -------- | --------- |
| 2009 | 17     | —      | DNF          | 7       | 2        | 2         |
| 2011 | 19     | —      | 20           | 4       | 4        | DNF       |
| 2013 | 21     | —      | 7            | 2       | 16       | DNF       |
| 2015 | 23     | -      | DNF          | 7       | —        | 5         |

## Rezultate Jocuri Olimpice
| An   | Vârsta | Slalom                       | Slalom Uriaș                 | Super-G                      | Coborâre                     | Combinata                    |
| ---- | ------ | ---------------------------- | ---------------------------- | ---------------------------- | ---------------------------- | ---------------------------- |
| 2010 | 18     | accidentată: nu a participat | accidentată: nu a participat | accidentată: nu a participat | accidentată: nu a participat | accidentată: nu a participat |
| 2014 | 22     | -                            | 9                            | 4                            | 3                            | DNF                          |